# Tadarida fulminans
Tadarida fulminans är en fladdermusart som först beskrevs av Thomas 1903.  Tadarida fulminans ingår i släktet Tadarida och familjen veckläppade fladdermöss. IUCN kategoriserar arten globalt som livskraftig. Inga underarter finns listade i Catalogue of Life. Wilson & Reeder (2005) skiljer mellan två underarter. 
Denna fladdermus når en absolut längd av 13,8 till 15 cm, inklusive en 5,3 till 5,9 cm lång svans. Den har 5,8 till 6,1 cm långa underarmar, 1,1 till 1,5 cm långa bakfötter, 2,2 till 2,5 cm stora öron och en vikt av 25,7 till 39 g. Pälsen på ovansidan har oftast en mörk chokladbrun färg men det finns även mer rödbruna exemplar. På undersidan förekommer liknande päls samt en mer eller mindre tydlig vit linje från bröstet till djurets anus. Tadarida fulminans tillhör familjen veckläppade fladdermöss men de övre läpparna har bara otydliga veck.
I överkäken ligger den första premolaren lite utanför tandraden. Den andra premolaren i underkäken är betydlig större än den första premolaren.
Arten förekommer med flera från varandra skilda populationer i östra Afrika och på Madagaskar. Den lever i låglandet och i bergstrakter upp till 2000 meter över havet. Habitatet utgörs främst av fuktiga savanner med några träd. Individerna vilar i grottor och ibland i bergssprickor.
Vid viloplatsen bildas flockar med upp till 20 medlemmar. Tadarida fulminans letar mellan skymningen och gryningen efter föda och den flyger ofta hög ovanför marken. Fladdermusen har olika insekter som bytesdjur. Såvida känt har arten två parningstider, en under tidiga sommaren och en under vintern. Det betyder att honorna blir parningsberedda kort efter ungarnas födelse. Vanligen föder alla honor i samma flock sina ungar nästan samtidig efter 100 till 110 dagar dräktighet. Ungarna sitter tät intill varandra när de vuxna djuren utför utflykter. Så sparar de värme.